# Ingeborg Finke-Siegmund
Ingeborg Finke-Siegmund (geb. Siegmund; * 4. Dezember 1919 in Asch, Tschechoslowakei; † 1. Januar 2012) war eine deutsche Pianistin und Klavierpädagogin.

## Leben
Ingeborg Finke-Siegmund wurde 1919 in einer kinderreichen Familie des Pfarrers und nachmaligen Dresdner Superintendenten Ringulf Siegmund (1889–1969) im böhmischen Asch geboren. Nach der Machtübernahme der Nationalsozialisten wurde ihr Vater entlassen und verhaftet.
Im Alter von sechzehn Jahren kam sie ans Konservatorium. Sie studierte zunächst bei Walter Schaufuß-Bonini. Später bildete sie sich bei Conrad Hansen, Franz Langer und Hugo Steurer weiter. Ihren ersten Soloabend gestaltete sie 1942 in Dresden. Bis 1952 war sie solistisch tätig. Danach arbeitete sie an der Hochschule für Musik Carl Maria von Weber Dresden. Zu ihren Schülern gehörten u. a. Peter Rösel, Sonnhild Fiebach, Christina Haupt, Ralf-Carsten Brömsel, Steffen Leißner, Christian Kluttig, Hans-Peter Richter und Hartmut Haenchen.
Im Deutschen Verlag für Musik war sie Mitherausgeberin der Sammlung zeitgenössischer Kompositionen im Klavierunterricht „Für junge Pianisten“.
Sie war mit dem Dresdner Pianisten, Komponisten, Klavierpädagogen und Musikkritiker Hermann Werner Finke (1911–1988) verheiratet.